# Michail Jelgin
Michail Nikolajevitsj Jelgin (Russisch: Михаил Николаевич Елгин) (Moskou, 14 oktober 1981) is een Russisch tennisser die sinds 1998 actief is als professional.
Hij behaalde een ATP-zege in het dubbelspel en stond ook al een keer in de finale, voor de rest won hij in het enkelspel driemaal een challenger en 39 keer in het dubbelspel.

## Palmares
| Legenda                       | Legenda               |
| ----------------------------- | --------------------- |
| Grand Slam                    |                       |
| Olympische Spelen             |                       |
| tot 2009                      | vanaf 2009            |
| Tennis Masters Cup            | ATP Finals            |
| ATP Masters Series            | ATP Tour Masters 1000 |
| ATP International Series Gold | ATP Tour 500          |
| ATP International Series      | ATP Tour 250          |

### Enkelspel
| Nr.                          | Datum            | Toernooi  | Ondergrond | Tegenstander in finale | Score         |
| ---------------------------- | ---------------- | --------- | ---------- | ---------------------- | ------------- |
| Gewonnen finales challengers |                  |           |            |                        |               |
| 1.                           | 9 december 2007  | New Delhi | Hardcourt  | Tomas Cakl             | 7-6, 6-7, 6-3 |
| 2.                           | 3 augustus 2008  | Saransk   | Gravel     | Denis Istomin          | 7-6, 3-6, 6-3 |
| 3.                           | 10 augustus 2008 | Samarkand | Gravel     | Andre Ghem             | 7-6, 6-3      |

### Dubbelspel
| Nr.                                      | Datum            | Toernooi            | Ondergrond    | Partner                | Tegenstanders in finale                | Score               |         |
| ---------------------------------------- | ---------------- | ------------------- | ------------- | ---------------------- | -------------------------------------- | ------------------- | ------- |
| Gewonnen finales herendubbel             |                  |                     |               |                        |                                        |                     |         |
| 1.                                       | 20 oktober 2013  | ATP Moskou          | Hardcourt (i) | Denis Istomin          | Ken Skupski Neal Skupski               | 6-2, 1-6, [14-12]   | Details |
| Verloren finales herendubbel             |                  |                     |               |                        |                                        |                     |         |
| 1.                                       | 30 oktober 2011  | ATP Sint-Petersburg | Gravel        | Aleksandr Koedrjavtsev | Colin Fleming Ross Hutchins            | 3–6, 7–6(5), [8–10] | Details |
| Gewonnen finales challengers herendubbel |                  |                     |               |                        |                                        |                     |         |
| 1.                                       | 3 augustus 2003  | Sint-Petersburg     | Gravel        | Orest Teresjtsjoek     | Joeri Stsjoekin Dmitri Vlasov          | 3-6, 6-3, 7-5       |         |
| 2.                                       | 15 augustus 2004 | Sint-Petersburg     | Gravel        | Andrej Misjin          | Daniele Giorgini Simone Vagnozzi       | 6-3, 5-7, 6-4       |         |
| 3.                                       | 18 november 2007 | Helsinki            | Hardcourt (i) | Aleksandr Koedrjavtsev | Harri Heliovaara Henri Kontinen        | 4-6, 7-5, [13-11]   |         |
| 4.                                       | 17 augustus 2008 | Buchara             | Hardcourt     | Pavel Tsjechov         | Łukasz Kubot Oliver Marach             | 7-6, 6-1            |         |
| 5.                                       | 7 september 2008 | Tsjerkasy           | Gravel        | Aleksandr Koedrjavtsev | Sergej Boebka Sergi Stachovski         | 6-4, 7-5            |         |
| 6.                                       | 9 november 2008  | Astana              | Hardcourt (i) | Aleksandr Koedrjavtsev | George Bastl Marco Chiudinelli         | 6-4, 6-7, [10-8]    |         |
| 7.                                       | 26 juli 2009     | Penza               | Hardcourt     | Aleksandr Koedrjavtsev | Aleksej Kedrjoek Denis Matsoekevitsj   | 4-6, 6-3, [10-6]    |         |
| 8.                                       | 2 augustus 2009  | Saransk             | Gravel        | Jevgeni Kirillov       | Aleksej Kedrjoek Denis Matsoekevitsj   | 6-2, 6-1            |         |
| 9.                                       | 25 juli 2010     | Penza               | Hardcourt     | Nikolaus Moser         | Aliaksandr Bury Kiryl Harbatsiuk       | 6-4, 6-4            |         |
| 10.                                      | 1 augustus 2010  | Saransk             | Gravel        | Ilja Beljajev          | Denys Moltsjanov Artjom Smirnov        | 3-6, 7-6, [11-9]    |         |
| 11.                                      | 29 augustus 2010 | Astana              | Hardcourt (i) | Nikolaus Moser         | Di Wu Ze Zhang                         | 6-0, 6-4            |         |
| 12.                                      | 14 november 2010 | Ortisei             | Gravel        | Aleksandr Koedrjavtsev | Tomasz Bednarek Michał Przysiężny      | 3-6, 6-3, [10-3]    |         |
| 13.                                      | 20 maart 2011    | Guangzhou           | Hardcourt     | Aleksandr Koedrjavtsev | Sanchai Ratiwatana Sonchat Ratiwatana  | 7-6, 6-3            |         |
| 14.                                      | 27 maart 2011    | Pingguo             | Hardcourt     | Aleksandr Koedrjavtsev | Harri Heliovaara Jose Statham          | 6-3, 6-2            |         |
| 15.                                      | 10 juli 2011     | Pozoblanco-Cordoba  | Hardcourt     | Aleksandr Koedrjavtsev | Illja Martsjenko Denys Moltsjanov      | w/o                 |         |
| 16.                                      | 14 augustus 2011 | Samarkand           | Gravel        | Aleksandr Koedrjavtsev | Radu Albot Andrej Koeznetsov           | 7-6, 2-6, [10-7]    |         |
| 17.                                      | 21 augustus 2011 | Karshi              | Hardcourt     | Aleksandr Koedrjavtsev | Konstantin Kravtsjoek Denys Moltsjanov | 3-6, 6-3, [11-9]    |         |
| 18.                                      | 11 november 2012 | Bratislava          | Hardcourt (i) | Lukáš Dlouhý           | Philipp Marx Florin Mergea             | 6-7, 6-2, [10-6]    |         |
| 19.                                      | 18 november 2012 | Helsinki            | Hardcourt (i) | Igor Zelenay           | Oeladzimir Ignatik Jimmy Wang          | 4-6, 7-6, [10-4]    |         |
| 20.                                      | 13 oktober 2013  | Tasjkent            | Hardcourt     | Tejmoeraz Gabasjvili   | Purav Raja Divij Sharan                | 6-4, 6-4            |         |
| 21.                                      | 23 maart 2014    | Panama-Stad         | Gravel        | František Čermák       | Martín Alund Guillermo Durán           | 4-6, 6-3, [10-8]    |         |
| 22.                                      | 22 maart 2015    | Kazan               | Hardcourt (i) | Igor Zelenay           | Andrea Arnaboldi Matteo Viola          | 6-3, 6-3            |         |
| 23.                                      | 17 mei 2015      | Samarkand           | Gravel        | Sergej Betov           | Laslo Djere Pedja Krstin               | 6-4, 6-3            |         |
| 24.                                      | 21 mei 2015      | Eskişehir           | Hardcourt     | Sergej Betov           | Ti Chen Ruan Roelofse                  | 6-4, 6-7, [10-7]    |         |
| 25.                                      | 21 juni 2015     | Fergana             | Hardcourt     | Sergej Betov           | Denys Moltsjanov Franko Škugor         | 6-3, 7-5            |         |
| 26.                                      | 5 juli 2015      | Padova              | Gravel        | Andrej Roebljov        | Federico Gaio Alessandro Giannessi     | 6-4, 7-6            |         |
| 27.                                      | 12 juli 2015     | Braunschweig        | Gravel        | Sergej Betov           | Damir Džumhur Franko Škugor            | 3-6, 6-1, [10-5]    |         |
| 28.                                      | 19 juli 2015     | Poznań              | Gravel        | Mateusz Kowalczyk      | Julio Peralta Matthew Seeberger        | 3-6, 6-3, [10-6]    |         |
| 29.                                      | 18 oktober 2015  | Tasjkent            | Hardcourt     | Sergej Betov           | Andre Begemann Artem Sitak             | 6-4, 6-4            |         |
| 30.                                      | 21 augustus 2016 | Meerbusch           | Gravel        | Andrej Vasiljevski     | Sander Gillé Joran Vliegen             | 7-6, 6-4            |         |
| 31.                                      | 16 oktober 2016  | Tasjkent            | Hardcourt     | Denis Istomin          | Andre Begemann Leander Paes            | 6-4, 6-2            |         |
| 32.                                      | 30 oktober 2016  | Suzhou              | Hardcourt     | Aleksandr Koedrjavtsev | Andrea Arnaboldi Jonathan Eysseric     | 4-6, 6-1, [10-7]    |         |
| 33.                                      | 20 november 2016 | Brescia             | Hardcourt     | Aleksandr Koedrjavtsev | Wesley Koolhof Matwé Middelkoop        | 7-6, 6-3            |         |
| 34.                                      | 29 januari 2017  | Rennes              | Hardcourt (i) | Jevgeni Donskoj        | Julian Knowle Jonathan Marray          | 6-4, 3-6, [11-9]    |         |
| 35.                                      | 5 februari 2017  | Quimper             | Hardcourt (i) | Igor Zelenay           | Ken Skupski Neal Skupski               | 2-6, 7-5, [10-5]    |         |
| 36.                                      | 26 november 2017 | Bangalore           | Hardcourt     | Divij Sharan           | Ivan Sabanov Matej Sabanov             | 6-3, 6-0            |         |
| 37.                                      | 22 juli 2018     | Astana              | Hardcourt     | Jaraslav Sjyla         | Arjun Kadhe Denis Jevsejev             | 7-5, 7-6            |         |
| 38.                                      | 27 oktober 2019  | Liuzhou             | Hardcourt     | Denis Istomin          | Nam Ji-sung Song Min-kyu               | 3-6, 6-4, [10-6]    |         |

## Prestatietabel
| Legenda | Legenda                          |
| ------- | -------------------------------- |
| g.t.    | geen toernooi gehouden           |
| l.c.    | lagere categorie                 |
| –       | niet deelgenomen                 |
| G       | uitgeschakeld in de groepsfase   |
| 1R      | uitgeschakeld in de eerste ronde |
| 2R      | uitgeschakeld in de tweede ronde |
| 3R      | uitgeschakeld in de derde ronde  |
| 4R      | uitgeschakeld in de vierde ronde |
| KF      | uitgeschakeld in de kwartfinale  |
| HF      | uitgeschakeld in de halve finale |
| F       | de finale verloren               |
| W       | het toernooi gewonnen            |
| w-v     | winst/verlies-balans             |

### Dubbelspel
| Grandslamtoernooien   |     |       |               |               |     |       |
| Australian Open       | –   | 2R    | 1R            | 1R            | 2R  | 2-4   |
| Roland Garros         | –   | 3R    | 2R            | 1R            | 1R  | 3-4   |
| Wimbledon             | 1R  | 3R    | 1R            | 1R            |     | 2-4   |
| US Open               | –   | 1R    | 2R            | 1R            |     | 1-3   |
| Winst-verlies         | 0-1 | 5-4   | 2-4           | 0-4           | 1-2 | 8-15  |
| Tennis Masters Cup    |     |       |               |               |     |       |
| ATP World Tour Finals | –   | –     | –             | –             |     | 0-0   |
| Olympische Spelen     |     |       |               |               |     |       |
| Olympische Spelen     | –   | –     | geen toernooi | geen toernooi |     | 0-0   |
| Statistieken          |     |       |               |               |     |       |
| Totaal aantal titels  | 0   | 0     | 1             | 0             | 0   | 1     |
| Totaal winst-verlies  | 2-2 | 16-20 | 11-15         | 7-14          | 2-5 | 53-78 |
| Eindejaarsranking     | 107 | 55    | 76            | 149           |     |       |